# Odienné
Odienné – miasto w północno-zachodniej części Wybrzeża Kości Słoniowej; stolica regionu Denguélé; według danych szacunkowych na rok 2010 liczy 52 710 mieszkańców.